# مارتین ولاخ
مارتین ولاخ (چکی: Martin Vlach؛ زادهٔ ۲ مهٔ ۱۹۹۷) ورزشکار پنج‌گانه مدرن اهل جمهوری چک است.
وی در مسابقات کشوری و بین‌المللی در مجموع برندهٔ ۱ مدال نقره شده‌است.